# Pruna seca

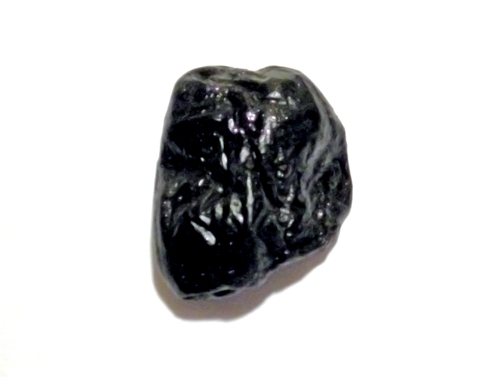
Una pruna seca

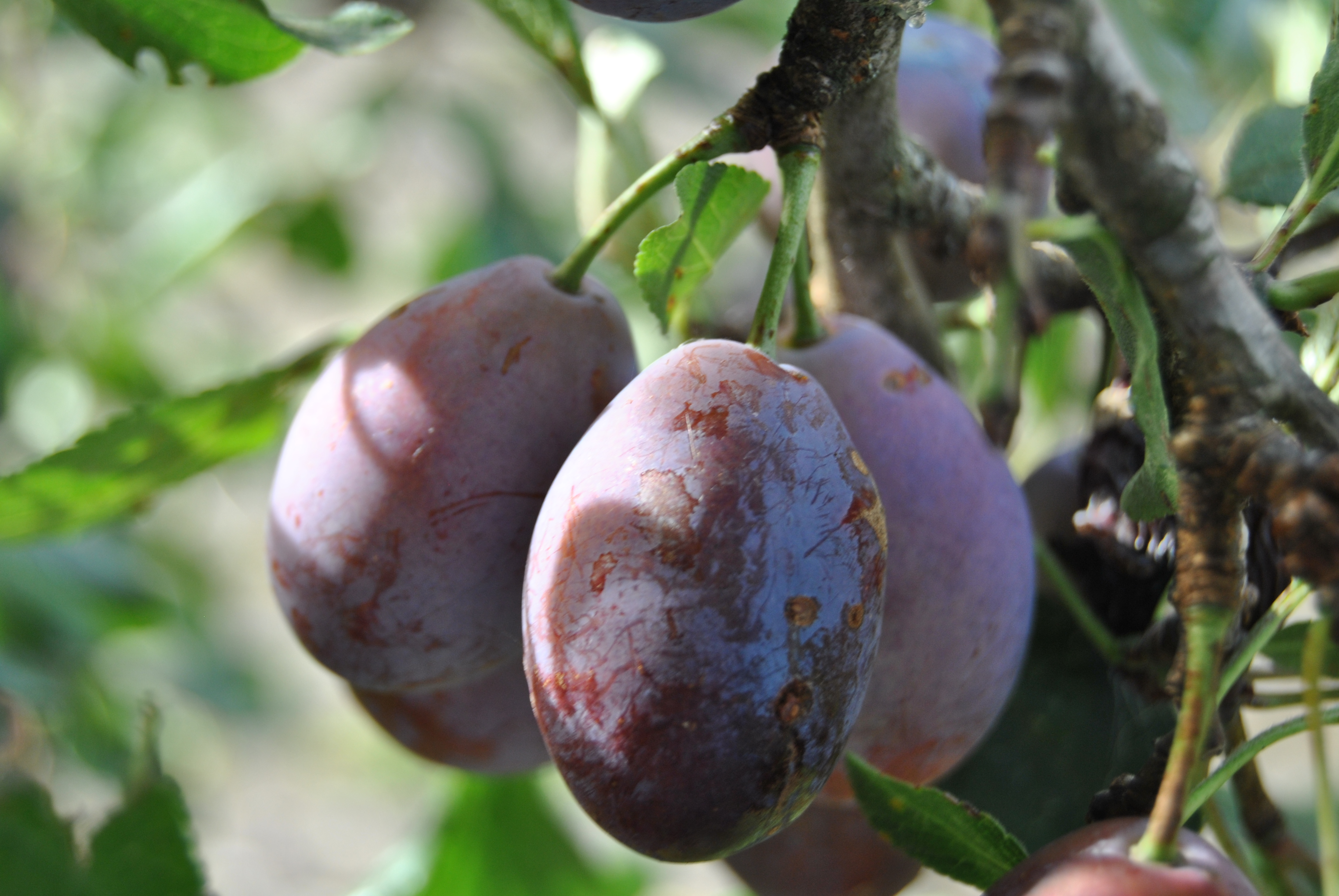
Pruna d'empelt que serveix a fer la pruna seca d'Agen, en una anyada de prunes sense malaltia del fet de la llarga sequera estival poc favorable al bolet Monilia fructigena que sovint fa podrir quantitats de fruits d'aquesta pruna.

La pruna seca és el fruit sec d'una varietat de pruner cultivat, dit pruner d'empelt. Es consumeix tal qual, en acompanyament de plats salats, o en darreries ensucrades. En raó de les seves virtuts laxatives, la pruna seca es pot consumir per a facilitar el trànsit intestinal.
A Occitània, el pruneau d'Agen (al departament de l'Òlt i Garona a laNova Aquitània) és protegit d'ençà del 2002 en tota la Unió Europea per una indicació geogràfica protegida. D'altres ciutats com Brinhòla, Tours, o Dijon (Vitteaux) eren conegudes, sobretot al S. XIX, per les seves prunes seques.
A la Suïssa romanda i al Franc Comtat, el terme de pruneau s'aplica també a les prunes, més particularment a les quetsches.

## Història
Hubert Caillavet (1991), un enginyer hortícola que treballava a l'estació de recerques vitícoles, d'arboricultura fruitera, a prop de Bordeu, suposava que la pruna d'empelt pot haver estat introduïda a partir de l’Orient a l'època de les croades i es va multiplicar per la primera vegada als vergers del monestir benedictí de Clairac. Probablement van ser els monjos qui, els primers, van practicar l’assecament de prunes.
Romanen proves de la seva cultivació al segle XV. El Dr Tarry, de la Societat d'agricultura d'Agen, publicà l'any 1821 un article justificant la utilització del terme « pruneaux d'Agen » per a aquesta producció. En efecte, l'epicentre de la producció és a 30 o 40 quilòmetres més al nord, cap a Senta Liurada i Vilanuèva d'Agen, però és en efecte del port d'Agen que partien antany les embarcacions cap a Bordeu, per a anar-se'n vers la resta del món.
La pruna seca era un aliment predilecte dels mariners als segles XVII i XVIII i dels colons al segle XIX, gràcies a la seva aptitud a conservar les seves qualitats de fruit en el scurs de llargs transports, assegurança contra l'escorbut. El conreu de la prunera d'empelta ha estat instal·lada al S. XIX al Nou Món.
Aquesta cultura, a partir de plançons importats de la regió d'Agen, ha conegut un gran èxit a Califòrnia, però també a Sud-àfrica, a Austràlia, a l'Argentina i al Xile, països esdevinguts competidors del pruneau d'Agen en els mercats internacionals.

## Cultura
En un verger d'agricultura, les pruneres són generalment espaiades de sis, set metres.
La collita es fa entre el 15 d'agost i el 20 de setembre.
Els fruits madurs són recollits per sacsada de la prunera de manera manual o amb l'ajuda de vibradors mecànics que enderroquen les prunes en amples teles tenses. S'utilitza també grans davantals circulars que una màquina embolica en collar al voltant del tronc de l'arbre.
La qualitat de la pruna seca depèn per a molt la maduresa de la pruna.
Els fruits collits són rentats amb aigua dolça i després assecats naturalment al sol, o industrialment, al forn.

## Assecament
A França, les prunes fresques a penes collides són rentades, triades i calibrades per talles. Després s'estenen en canyissos que són apilades en grans carros per a ser enviades als túnels d'assecament. Hi passen entre 20 i 24 hores en forns escalfats de 70 a 80 °C fins que llur taxa d'humitat residual sigui portada a 21-22 %. Aquesta taxa d'humitat reduïda permet una bona conservació durant diversos anys en atmosfera natural
Abans llur comercialització, les prunes seques són rehidratades en un bany entre 70 o 80 °C per a remuntar-ne la taxa d'humitat a 35 % aproximadament. Generalment cal entre 3 i 3,5 kg de prunes d'empelt fresques per a obtenir després d'assecatge 1 quilo de pruneaux d'Agen.
A certs països com el Xile o l'Argentina, l'assecament encara es fa al sol durant 10 a 12 dies, al terra o sobre graelles sobreelevades, però aquesta tècnica és en disminució a causa dels seus inconvenients sanitaris i de la dificultat d'obtenir un assecament « a punt ».
Durant el procés d'assecament, les prunes fan un canvi de color important, degut a l'aparició de pigments bruns que tene per origen l'oxidació dels compostos fenòlics. Els enzims implicats en aquesta oxidació són polifenols oxidases (PPO).
Durant l'assecament, en una primera fase, la tenor en sacarosa de la pruna fresca disminueix ràpidament, compensada per l'augment de les concentracions dels dos productes d'hidròlisi, a saber la glucosa i la fructosa.
En un segon temps, la glucosa i la fructosa són degradades per reaccions de Maillard però no pas el sorbitol. Aquest no comença la seva degradació sinó durant la darrera etapa en què es produeixen caramel·litzacions.
Quan s'efectua un assecament que comença a 85 °C després portat a 70 °C, s'observa una disminució de la concentració en compostos fenòlics de 31-38 %. L'assecament destrueix els antocianosides i una part significativa dels flavonols i de l'àcid ascòrbic. Al contrari, hi ha un doblement de l'activitat antioxidant.

## Producció
La pruna seca beneficia d'ençà de 2002 d'una indicació geogràfica protegida (IGP) lliurada per la Unió Europea sota la denominació de « pruneau d'Agen ». La zona de producció cobreix sis departaments del Sud-oest d'Occitània : Òlt i Garona (65 %), Dordonya (8 %), Gironda (7 %), Tarn i Garona (6 %), Gers (5 %), Òlt (4 %), i per als 5 % restants l'Aude, l'Erau, el Gard, i també, fora d'Occitània, Còrsega.
D'ençà dels anys 2000, la producció mundial de prunes seques es fa principalment a Califòrnia (Estats Units), on la varietat va ser importada per Louis Pellier l'any 1856 (150 000 tones anuals), a França (el pruneau d'Agen, 50 000 tones), al Xile i a l'Argentina. En una menor mesura Itàlia i la Sud-àfrica són igualment productors. D'ençà del 2010, Sèrbia produeix igualment prunes seques.
Com a exemple, producció francesa de 50 000 tones és obtinguda a partir de 150 000 tones de prunes fresques, per a una superfície de 12 000 ha.
- Ingredients de cuina
- Idiotisme idiomàtic
- El Grand Pruneau Show, un festival d'Agen entorn de la pruna seca